# Jumba la Mtwana

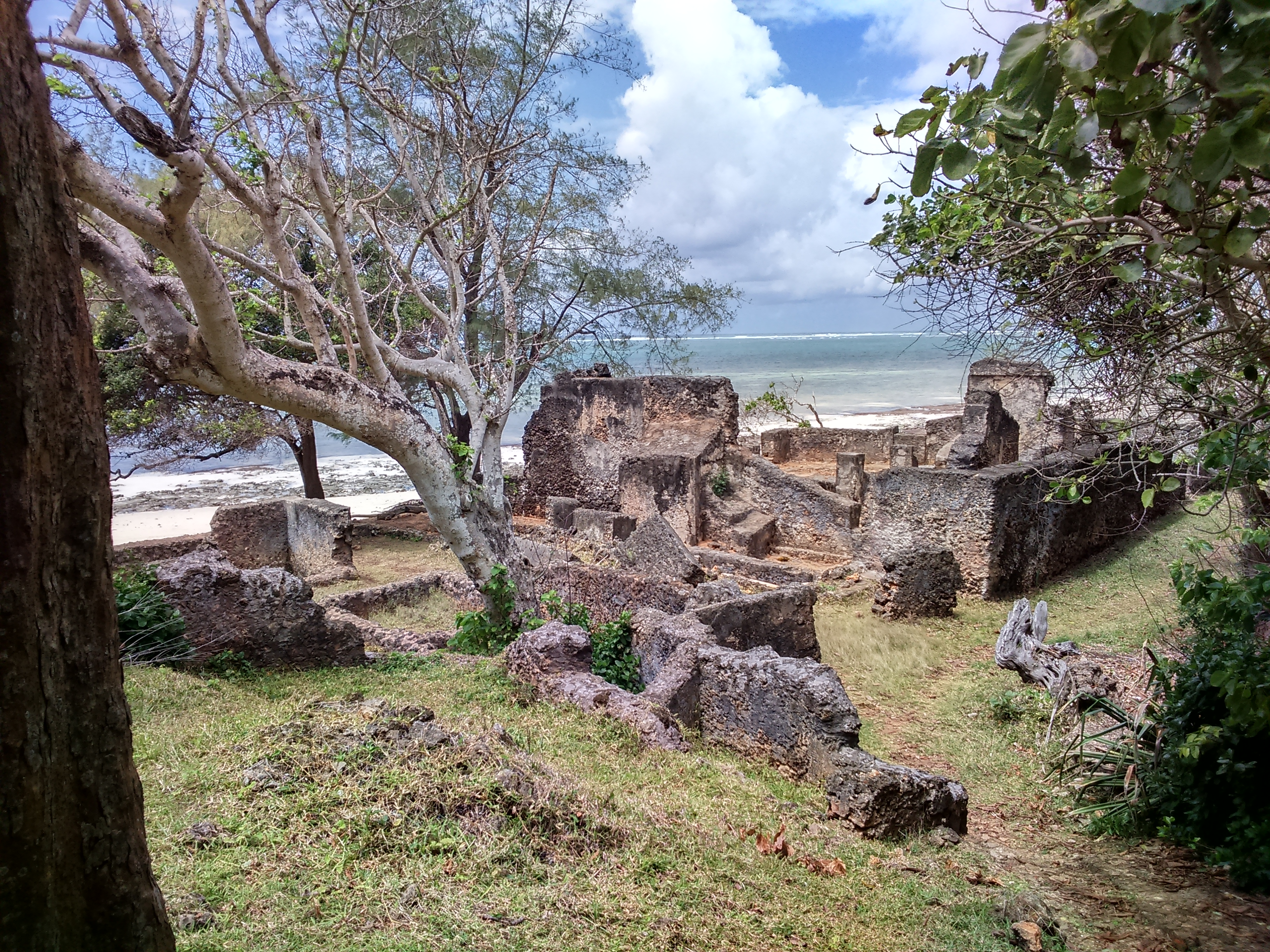
Jumba la Mtwana, Moschee am Meer (2016)

Jumba la Mtwana ist eine Ruinenstadt im Kilifi County, 15 km nördlich von Mombasa in Kenia. Auf dem Gelände der Ruinenstadt befinden sich vier Häuser, vier Moscheen und ein Grabmal. Der Archäologe James Kirkman fand die Ruinenstadt 1972 bei einer Ausgrabung. Bei den Ruinen handelt es sich um eine Swahili-Siedlung aus dem 14. Jahrhundert, die bereits im 15. Jahrhundert aus bisher unbekannten Gründen wieder aufgegeben wurde. Relativ gut erhalten ist das „Haus der vielen Türen“, das wahrscheinlich als Herberge diente, da es viele einzelne Zimmer mit jeweils einer eigenen Waschgelegenheit hatte. Die große Moschee am Meer verfügte über einen eigenen Gebetsraum für Frauen und über eine Zisterne für rituelle Waschungen.
1982 wurde die Ruinenstadt zum National Monument ernannt.